# Barel
Barel es una ciudad censal situada en el distrito de Barabanki en el estado de Uttar Pradesh (India). Su población es de 27207 habitantes (2011). 

## Demografía
Según el  censo de 2011 la población de Barel era de 27207 habitantes, de los cuales el 54,83% eran hombres y el 45,17% eran mujeres. Barel tiene una tasa media de alfabetización del 73,86%, superior a la media nacional del 59,5%.